# Spenglerův pohár 2017
Spenglerův pohár 2017 byl 91. ročníkem turnaje hokejových klubů, který probíhal od 26. do 31. prosince 2017 ve švýcarském Davosu. Účastnilo se ho šest celků (pět evropských klubů a výběr Kanady složený z hokejistů hrajících v evropských ligách), které byly rozděleny do dvou skupin po třech. Jedna byla pojmenovaná po Richardu Torrianim, druhá po Hansi Cattinim. Ve skupinách se celky utkaly systémem každý s každým. Druhý z první skupiny se následně utkal ve čtvrtfinále se třetím ze druhé skupiny a naopak. Vítězové těchto dvou soubojů postoupili do semifinále, v němž narazili na vítěze základních skupin. Vítězové semifinále se utkaly ve finále. Vítězem turnaje se stal Tým Kanady, který zvítězil potřetí v řadě.

## Účastníci turnaje
- Dinamo Riga
- Hämeenlinna PK
- HC Davos (hostitel)
- Tým Kanady (tým složený z Kanaďanů hrajících v Evropě)
- Mountfield HK
- Tým Švýcarska

## Zápasy
Všechny časy zápasů jsou uvedeny ve středoevropském letním čase (SELČ).

### Skupinová fáze
| Vysvětlivky                     |
| ------------------------------- |
| Postup do semifinále            |
| Postup do čtvrtfinále           |
| Vítěz zápasu je tučně zvýrazněn |

#### Torrianiho skupina
| Poř. | Tým            | Z | V | VP | PP | P | VG | OG | B |
| ---- | -------------- | - | - | -- | -- | - | -- | -- | - |
| 1.   | Tým Švýcarska  | 2 | 2 | 0  | 0  | 0 | 10 | 1  | 6 |
| 2.   | Dinamo Riga    | 2 | 0 | 1  | 0  | 1 | 5  | 9  | 2 |
| 3.   | Hämeenlinna PK | 2 | 0 | 0  | 1  | 1 | 3  | 8  | 1 |

| 26. prosince 2017 15:10 SEČ | Tým Švýcarska | 6 : 1 (3:0, 1:1, 2:0) | Dinamo Riga | Vaillant Arena, Davos |  |

| Report          |                 |                             |                                        |  |
| Leonardo Genoni | Leonardo Genoni | Brankáři                    | Janis Kalninš (4. min. Mantas Armalis) |  |
|                 |                 | 1:0 2:0 3:0 3:1 4:1 5:1 6:1 |                                        |  |

| 27. prosince 2017 15:10 SEČ | Hämeenlinna PK | 3 : 4 PP (1:1, 0:1, 2:1 - 0:1) | Dinamo Riga | Vaillant Arena, Davos |  |

| Report     |            |                             |                |  |
| Emil Larmi | Emil Larmi | Brankáři                    | Mantas Armalis |  |
|            |            | 0:1 1:1 1:2 2:2 2:3 3:3 3:4 |                |  |

| 28. prosince 2017 15:10 SEČ | Tým Švýcarska | 4 : 0 (1:0, 1:0, 2:0) | Hämeenlinna PK | Vaillant Arena, Davos |  |

| Report           |                  |                 |                   |  |
| Luca Boltshauser | Luca Boltshauser | Brankáři        | Antti Karjalainen |  |
|                  |                  | 1:0 2:0 3:0 4:0 |                   |  |

#### Cattiniho skupina
| Poř. | Tým           | Z | V | VP | PP | P | VG | OG | B |
| ---- | ------------- | - | - | -- | -- | - | -- | -- | - |
| 1.   | Tým Kanady    | 2 | 2 | 0  | 0  | 0 | 9  | 4  | 6 |
| 2.   | HC Davos      | 2 | 1 | 0  | 0  | 1 | 6  | 5  | 3 |
| 3.   | Mountfield HK | 2 | 0 | 0  | 0  | 2 | 4  | 10 | 0 |

| 26. prosince 2017 20:15 SEČ | Mountfield HK | 3 : 5 (1:2, 1:1, 1:2) | Tým Kanady | Vaillant Arena, Davos Návštěvnost: 6 300 |  |

| Report       |              |                                 |             |                                                                           |
| Patrik Rybár | Patrik Rybár | Brankáři                        | Barry Brust | Rozhodčí: Mark Lemelin Daniel Stricker Čároví: Nicolas Fluri Bryce Kovács |
|              |              | 1:0 1:1 1:2 2:2 2:3 2:4 3:4 3:5 |             | Rozhodčí: Mark Lemelin Daniel Stricker Čároví: Nicolas Fluri Bryce Kovács |
| 12 min       | 12 min       | Tresty                          | 10 min      | Rozhodčí: Mark Lemelin Daniel Stricker Čároví: Nicolas Fluri Bryce Kovács |
| 33           | 33           | Střely                          | 28          | Rozhodčí: Mark Lemelin Daniel Stricker Čároví: Nicolas Fluri Bryce Kovács |

| 27. prosince 2017 20:15 SEČ | HC Davos | 5 : 1 (1:0, 3:0, 1:1) | Mountfield HK | Vaillant Arena, Davos |  |

| Report                 |                        |                         |                  |                                                                               |
| Joren van Pottelberghe | Joren van Pottelberghe | Brankáři                | Jaroslav Pavelka | Rozhodčí: Anssi Salonen Daniel Stricker Čároví: Roman Kaderli David Obwegeser |
|                        |                        | 1:0 2:0 3:0 4:0 5:0 5:1 |                  | Rozhodčí: Anssi Salonen Daniel Stricker Čároví: Roman Kaderli David Obwegeser |
| 8 min                  | 8 min                  | Tresty                  | 14 min           | Rozhodčí: Anssi Salonen Daniel Stricker Čároví: Roman Kaderli David Obwegeser |
| 31                     | 31                     | Střely                  | 32               | Rozhodčí: Anssi Salonen Daniel Stricker Čároví: Roman Kaderli David Obwegeser |

| 28. prosince 2017 20:15 SEČ | Tým Kanady | 4 : 1 (0:1, 3:0, 1:0) | HC Davos | Vaillant Arena, Davos |  |

| Report       |              |                     |             |  |
| Kevin Poulin | Kevin Poulin | Brankáři            | Gilles Senn |  |
|              |              | 0:1 1:1 2:1 3:1 4:1 |             |  |

### Vyřazovací fáze

#### Čtvrtfinále
| 29. prosince 2017 15:10 SEČ | Dinamo Riga | 1 : 4 (1:1, 0:1, 0:2) | Mountfield HK | Vaillant Arena, Davos Návštěvnost: 5 953 |  |

| Report        |               |                     |              |                                                                           |
| Janis Kalninš | Janis Kalninš | Brankáři            | Patrik Rybár | Rozhodčí: Mark Lemelin Tobias Wehrli Čároví: Bryce Kovács David Obwegeser |
|               |               | 0:1 1:1 1:2 1:3 1:4 |              | Rozhodčí: Mark Lemelin Tobias Wehrli Čároví: Bryce Kovács David Obwegeser |
| 4 min         | 4 min         | Tresty              | 4 min        | Rozhodčí: Mark Lemelin Tobias Wehrli Čároví: Bryce Kovács David Obwegeser |
| 20            | 20            | Střely              | 27           | Rozhodčí: Mark Lemelin Tobias Wehrli Čároví: Bryce Kovács David Obwegeser |

| 29. prosince 2017 20:15 SEČ | HC Davos | 4 : 2 (1:2, 2:0, 1:0) | Hämeenlinna PK | Vaillant Arena, Davos Návštěvnost: 6 300 |  |

| Report                 |                        |                         |            |                                                                              |
| Joren van Pottelberghe | Joren van Pottelberghe | Brankáři                | Emil Larmi | Rozhodčí: Stefan Eichmann Daniel Stricker Čároví: Cedric Borga Nicolas Fluri |
|                        |                        | 0:1 0:2 1:2 2:2 3:2 4:2 |            | Rozhodčí: Stefan Eichmann Daniel Stricker Čároví: Cedric Borga Nicolas Fluri |
| 6 min                  | 6 min                  | Tresty                  | 8 min      | Rozhodčí: Stefan Eichmann Daniel Stricker Čároví: Cedric Borga Nicolas Fluri |

#### Semifinále
| 30. prosince 2017 15:10 SEČ | Tým Kanady | 5 : 2 (2:1, 1:1, 2:0) | Mountfield HK | Vaillant Arena, Davos Návštěvnost: 6 300 |  |

| Report       |              |                             |              |                                                                               |
| Kevin Poulin | Kevin Poulin | Brankáři                    | Patrik Rybár | Rozhodčí: Stefan Eichmann Tobias Wehrli Čároví: Nicolas Fluri David Obwegeser |
|              |              | 1:0 2:0 2:1 3:1 3:2 4:2 5:2 |              | Rozhodčí: Stefan Eichmann Tobias Wehrli Čároví: Nicolas Fluri David Obwegeser |
| 4 min        | 4 min        | Tresty                      | 10 min       | Rozhodčí: Stefan Eichmann Tobias Wehrli Čároví: Nicolas Fluri David Obwegeser |
| 28           | 28           | Střely                      | 28           | Rozhodčí: Stefan Eichmann Tobias Wehrli Čároví: Nicolas Fluri David Obwegeser |

| 30. prosince 2017 20:15 SEČ | Tým Švýcarska | 8 : 3 (2:2, 2:1, 4:0) | HC Davos | Vaillant Arena, Davos Návštěvnost: 6 300 |  |

| Report          |                 |                                             |             |                                                                            |
| Leonardo Genoni | Leonardo Genoni | Brankáři                                    | Gilles Senn | Rozhodčí: Anssi Salonen Daniel Stricker Čároví: Cedric Borga Roman Kaderli |
|                 |                 | 1:0 1:1 2:1 2:2 2:3 3:3 4:3 5:3 6:3 7:3 8:3 |             | Rozhodčí: Anssi Salonen Daniel Stricker Čároví: Cedric Borga Roman Kaderli |
| 4 min           | 4 min           | Tresty                                      | 6 min       | Rozhodčí: Anssi Salonen Daniel Stricker Čároví: Cedric Borga Roman Kaderli |

#### Finále
| 31. prosince 2017 12:10 SEČ | Tým Kanady | 3 : 0 (0:0, 2:0, 1:0) | Tým Švýcarska | Vaillant Arena, Davos Návštěvnost: 6 300 |  |

| Report       |              |             |                 |                                                                            |
| Kevin Poulin | Kevin Poulin | Brankáři    | Leonardo Genoni | Rozhodčí: Mark Lemelin Daniel Stricker Čároví: Nicolas Fluri Roman Kaderli |
|              |              | 1:0 2:0 3:0 |                 | Rozhodčí: Mark Lemelin Daniel Stricker Čároví: Nicolas Fluri Roman Kaderli |
| 2 min        | 2 min        | Tresty      | 4 min           | Rozhodčí: Mark Lemelin Daniel Stricker Čároví: Nicolas Fluri Roman Kaderli |